# 2010年欧洲男子手球锦标赛

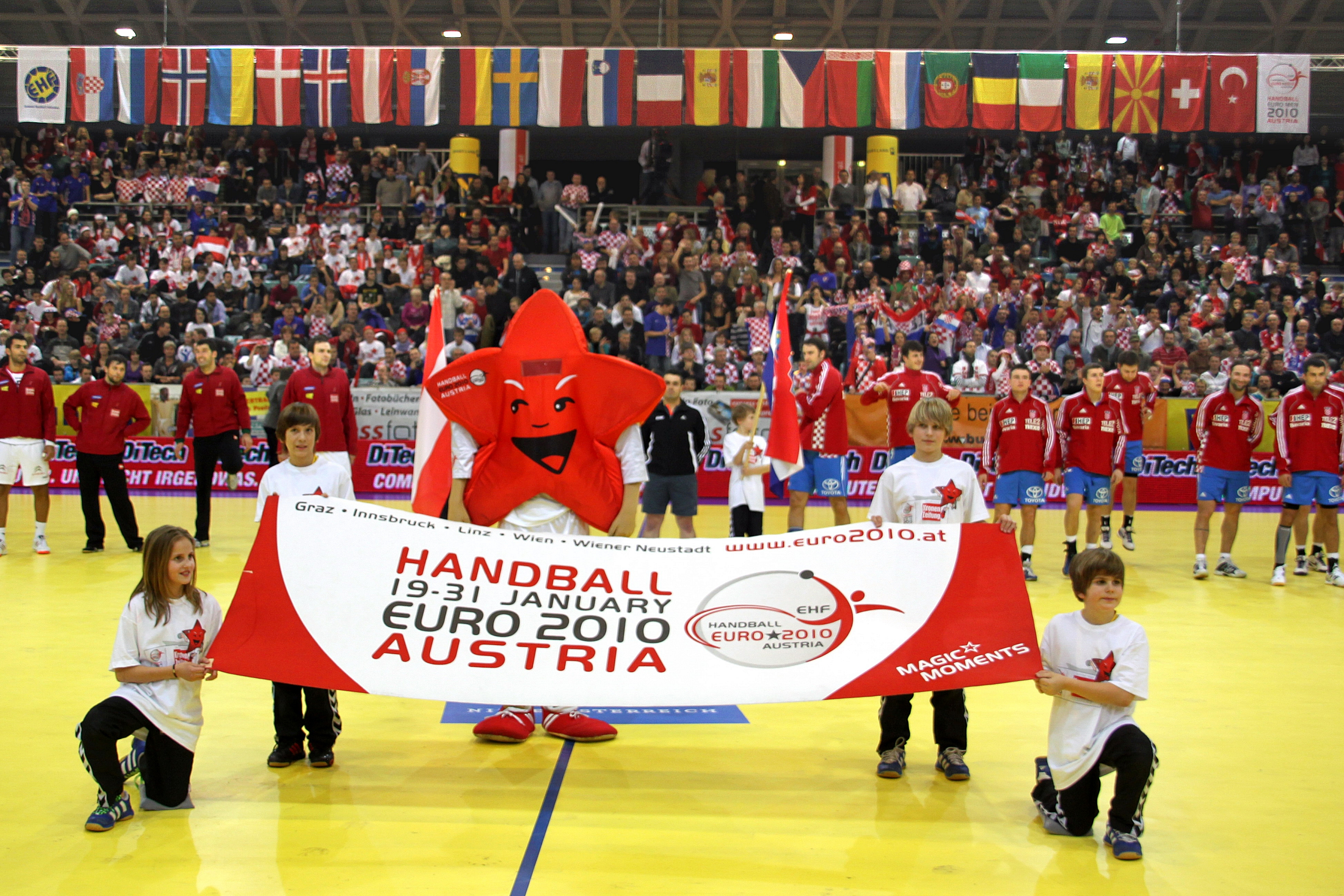
2010年欧洲男子手球锦标赛会徽和吉祥物。

2010年欧洲男子手球锦标赛（第9届）于2010年1月19日至31日在奥地利举行，举办城市为维也纳，格拉茨，因斯布鲁克，林茨和维也纳新城。
欧洲手球联合会于2006年5月5日在葡萄牙Vilamoura举行会议，奥地利最终以28-18战胜希腊成为本届锦标赛举办国家，其他申办国家包括冰岛，克罗地亚，马其顿，匈牙利和德国。
本届锦标赛决赛在法国队和克罗地亚队之间举行，最终法国队以25-21取胜获得冠军，这也是法国队继2006年之后第二次获得欧洲手球锦标赛冠军，法国队还创造了历史，同时获得了世锦赛、奥运会和欧锦赛冠军。克罗地亚队以微弱比分差距获得亚军。冰岛队战胜波兰队获得季军，也是冰岛队第一次获得欧洲手球锦标赛奖牌，冰岛队在北京奥运会上获得银牌，此次铜牌再次证明了该队伍的实力。